# الكنيسة الأرثوذكسية في أمريكا
الكنيسة الأرثوذكسية في أمريكا (بالإنكليزية: Orthodox Church in America واختصاراً OCA)، واسمها السابق هو الكنيسة الجامعة الرومية الأرثوذكسية الروسية لأمريكا (بالإنكليزية: Russian Orthodox Greek Catholic Church Of America.) وهي كنيسة مستقلة ضمن عائلة الكنيسة الأرثوذكسية، تعتبر الكنيسة الروسية الأرثوذكسية كنيستها الأم. وتتبنى اسمها الحالي منذ 10 أبريل/نيسان 1970.

## تاريخها
وصلت المسيحية لألاسكا عام 1794 على يد ثمانية رهبان روس كانوا جزءاً من حملات تبشيرية موجهة لوثنيي سيبيريا والصين وكوريا. كانت ألاسكا حينها ما زالت ملكاً لروسيا، ولكن بعد بيعها لحكومة الولايات المتحدة عام 1867 انتشر منها المبشرون الأرثوذكس لجميع أنحاء القارة الأمريكية الشمالية. وفي عام 1872 نقلت الأسقفية الأرثوذكسية من سيتكا Sitka في ألاسكا إلى سان فرانسيسكو ومن ثم نقلت مرة أخرى عام 1905 إلى نيويورك، وأندمج فيها الكثير من الكاثوليك ذو أصول شرقية وهم من المهاجرين الهنغاريين والقرباط الروس، كما نظمت تلك الأسقفية كنائس محلية لرعاية المهاجرين القادمين من روسيا، أوكرانيا، اليونان، صربيا، ألبانيا، رومانيا، بلغاريا وسوريا.

عام 1905 قام أسقف أمريكا تيخون Tikhon (بطريرك موسكو لاحقا عام 1918) بعرض خطة حول استقلالية وتطور أسقفيته على مجمع سانت بطرسبرغ للكنيسة الأرثوذكسية، وطالب أيضا بالسماح بإقامة خدمات الصلاة ونشر الكتب الطقسية باللغة الإنكليزية.

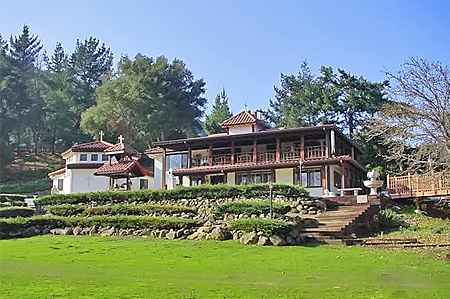
دير الصليب المقدس الأرثوذكسي، ولاية كاليفورنيا

في غمرة الفوضى التي أعقبت بدء الثورة البلشفية قطعت كل قنوات الاتصال بين الكنيسة في أمريكا وروسيا، فقامت المجموعات العرقية الأخرى داخل الكنيسة بتأسيس جماعات منفصلة مرتبطة بشكل مباشر بكنائس بلدانها الأصلية، وهكذا أنشأت على يد بطريرك القسطنطينية أسقفية يونانيَّة في الولايات المتحدة عام 1922. سبب ذلك إعلان الأسقفية الأرثوذكسية الأصلية نفسها أسقفية مستقلة تماما عن موسكو وذلك سنة 1924، ولكن لم يلق ذلك الإعلان الدعم والاعتراف الرسمي.
ومع تأسيسها الرسمي عام 1970 ومع إعلان بطريرك موسكو استقلال الكنيسة الأمريكية الفعلي، استقرت أوضاعها ولم تعد بحاجة بعد للاعتماد على الخارج، مما سمح للأرثوذكس الأمريكيين بتحديد انتماءهم الديني دون الرجوع إلى أصلهم العرقي. فانضم للكنيسة الأرثوذكسية مجموعات رومانيَّة، بلغاريَّة، مكسيكيّة وألبانيَّة.

## حاضر الكنيسة
يتبع للكنيسة معهد سانت فلاديمير اللاهوتي في مدينة نيويورك، ومدرسة سانت تيخون العليا في جنوب كنعان، ومعد لاهوتي لتخريج رجال دين محليين في كودياك في ألاسكا، كما يتبع لها أيضا 27 دير للرهبان أهمها دير New Skete. والكنيسة عضو في مجلس الكنائس العالمي وفي المجلس الوطني لكنائس الولايات المتحدة. وتدار الكنيسة من قبل مجمع من الأساقفة يعاونهم علمانيين. وتضم أكثر من 400 أبرشية تستعمل الإنكليزية كلغة صلاة. واليوم تتبع لها أبرشيات في المكسيك وأمريكا الجنوبية وأستراليا. ويقدر عدد أتباع هذه الكنيسة حوالي ستة ملايين فرد.
لا تضم الكنيسة الأرثوذكسية في أمريكا جميع المجموعات الأرثوذكسية في البلاد، فيوجد أسقفيات تتبع بطريرك القسطنطينية وأخرى تتبع الكنيسة الأوكرانية الأرثوذكسية، كما يوجد أسقفية تتبع البطريرك الأنطاكي للروم الأرثوذكس.
رئيس الكنيسة الحالي هو الميتروبوليت هيرمان (سوايكو)منذ 22 يوليو/تموز 2002.

## وصلات خارجية
- الكنيسة الأرثوذكسية في أمريكا على موقع الموسوعة البريطانية (الإنجليزية)
- الموقع الرسمي للكنيسة الأرثوذكسية في أمريكا